# 吴凯伦
吴凯伦（英語：Karen Woo）是華裔英國藉的醫生，隨基督教援助组织国际援助使命（IAM）赴阿富汗，2010年8月6日，在努利斯坦（Nuristan）被塔利班武装份子杀害。